# Верхньодніпровськ (автостанція)
Автостанція «Верхньодніпровськ» — головна автостанція районного центра Верхньодніпровського району. Автостанція входить до ПАТ «Дніпропетровського обласного підприємства автобусних станцій».

## Основні напрямки

### Місцевого формування
- Верхньодніпровськ — Дніпро
- Верхньодніпровськ — Кривий Ріг
- Верхньодніпровськ — Вільногірськ
- Верхньодніпровськ — Жовті Води
- Верхньодніпровськ — Залізнична станція «Верхньодніпровськ»
- Верхньодніпровськ — Кирилівка
- Верхньодніпровськ — Правобережне (Верхньодніпровський район)
- Верхньодніпровськ — Дніпровське (Верхньодніпровський район)
- Верхньодніпровськ — Пушкарівка (Верхньодніпровський район)
- Верхньодніпровськ — Мишурин Ріг
- Верхньодніпровськ — Якимівка (Верхньодніпровський район)
- Верхньодніпровськ — Любомирівка (Криничанський район)

### Транзитні
- Дніпро — Київ
- Дніпро — Черкаси
- Дніпро — Кременчук
- Дніпро — Горішні Плавні
- Дніпро — Лубни
- Дніпро — Лихівка (П'ятихатський район)
- Дніпро — Дніпровокам'янка
- Кам'янське-1 — Кропивницький-2
- Кам'янське-1 — Миргород
- Кам'янське-1 — Вільногірськ
- Кам'янське-1 — Троїцьке (П'ятихатський район)
- Кам'янське-2 — Лихівка (П'ятихатський район)
- Кам'янське-2 — Суслівка (Верхньодніпровський район)
- Кам'янське-2 — Мишурин Ріг